# Hanno Balitsch
Hanno Balitsch (Alsbach-Hähnlein, 2 gennaio 1981) è un ex calciatore tedesco, di ruolo centrocampista.

## Biografia
Prima di intraprendere la carriera di calciatore è stato un atleta, conquistando il titolo regionale di salto in alto.

## Carriera

### Club

#### Inizi
Balitsch muove i primissimi passi nel calcio a cinque anni, nella società FC Alsbach.

#### Waldhof Mannheim
Balitsch debutta nella 2. Bundesliga durante la stagione 1999-2000. L'esordio nel calcio professionistico è datato 22 aprile 2000, alla ventottesima giornata di campionato, nella vittoria per 4-2 contro il VfL Bochum; in quest'incontro Balitsch parte titolare e gioca 62 minuti. Tre partite più tardi, il 14 marzo 2000, mette a segno la sua prima rete tra i professionisti sul campo dell'Energie Cottbus, in una gara vinta 3-2 dai padroni di casa. Dal debutto all'ultima partita della stagione, Balitsch prende parte a tutti gli incontri, anche se solo all'ultima giornata disputa tutti i 90 minuti. La stagione successiva prende parte ad un numero maggiore, ma, conseguentemente, subisce un numero maggiore di sostituzioni; in 25 incontri, esce anzitempo in 14 occasioni.

#### Colonia
Dopo due anni a Mannheim, Balitsch viene ingaggiato dal Colonia, club di Bundesliga. In questo club il centrocampista fa il suo esordio in massima serie, già alla prima giornata contro lo Stoccarda, sostituendo al 71º minuto Marco Reich.. Il 17º posto alla fine della stagione costa al Colonia la retrocessione nella serie inferiore.

#### Bayer Leverkusen e Magonza
Dopo la retrocessione del Colonia, Balitsch si trasferisce al Bayer Leverkusen. Il trasferimento si quantifica in due milioni di euro. Nel Bayer collezione 56 presenze nei primi due anni di militanza, divenendo un calciatore di riferimento. Nonostante la forte concorrenza dei vari Marko Babić, Yildiray Bastürk, Daniel Bierofka, Carsten Ramelow, Bernd Schneider e Jan Šimák, Balitsch riesce comunque a collezionare 30 presenze al primo anno, tanto che solo tre giocatori in squadra riescono a giocare di più. Nell'incontro con l'Amburgo del 30 novembre 2002 mette a segno la sua prima rete in Bundesliga, trovando il gol del momentaneo 1-1. L'incontro vedrà però il Leverkusen sconfitto 3-2. Nella stagione successiva l'allenatore Klaus Augenthaler arretra molto spesso Balitsch sulla linea difensiva nel ruolo di terzino destro. Qui si gioca il posto da titolare con i brasiliani Juan e Lúcio, così come con il connazionale Jens Nowotny.
Nel suo terzo anno di permanenza nella compagine rossonera, Balitsch viene schierato solo 8 volte, 5 delle quali da subentrante, durante il girone d'andata. A causa della forte concorrenza venutasi a creare nel club, all'inizio del girone di ritorno della Bundesliga 2004-2005, avviene il trasferimento alla neopromossa Magonza. Tuttavia, anche in questo club, Balitsch ha grosse difficoltà ad inserirsi in rosa e convincere l'allenatore Jürgen Klopp. Emblematico, a dimostrazione di questa tesi, il fatto accaduto durante la ventottesima giornata, contro il Wolfsburg, quando l'allenatore lo fece entrare al 37º minuto per Fabian Gerber e lo tolse trenta minuti dopo per lasciare spazio a Conor Casey.

#### Hannover 96
Dopo la parentesi a Magonza, Balitsch si trasferisce nell'estate 2005 all'Hannover, dove firma un contratto fino al 2008, prolungato il 20 febbraio 2008 fino al 2010. Insieme a Christoph Dabrowski, Michael Delura ed Altin Lala forma il blocco di centrocampo della squadra. Nella Bundesliga 2006-2007 Balitsch colleziona 33 delle 34 possibili partite di campionato; i soli Jiří Štajner e Robert Enke fanno meglio. L'anno successivo, mettendo a segno 4 reti, stabilisce il suo primato personale di gol segnati in una sola stagione.
Durante l'intervallo della sedicesima giornata del campionato 2008-09, contro il Wolfsburg, Balitsch, diventato temporaneamente il capitano della squadra a causa dell'assenza per infortunio di Robert Enke, ha un alterco con l'allenatore Dieter Hecking, dopo essere stato sostituito da Bastian Schulz. Questa lite costa al giocatore una sospensione fino alla pausa invernale.
Nell'Hannover Balitsch giocava regolarmente come centrocampista difensivo; talvolta viene impiegato nelle linee di difesa così come anche sulla fascia destra.

#### Il ritorno al Bayer Leverkusen
Nel maggio 2010 torna al Bayer Leveverkusen con cui si lega per due stagioni.

### Nazionale
Hanno Balitsch ha militato in tutte le categorie giovanili dalla Under-16 alla Under-21. Durante l'Europeo Under-21 2004 è stato capitano della sua selezione.
In precedenza ha preso parte, nel 2001, al Campionato mondiale Under-20, organizzato in Argentina, disputando tutte le 4 partite della Germania.
Con l'Under 18 gioca tre delle quattro gare della Germania nel campionato europeo organizzato in casa nel 2000 e concluso al terzo posto.
Nella nazionale maggiore Balitsch conta 1 presenza, risalente al 2003, contro la Spagna; l'incontro si è concluso con una vittoria iberica per 3-1. In altre due occasioni è stato convocato ma non schierato.

## Statistiche

### Cronologia presenze e reti in nazionale
| Cronologia completa delle presenze e delle reti in nazionale ― Germania | Cronologia completa delle presenze e delle reti in nazionale ― Germania | Cronologia completa delle presenze e delle reti in nazionale ― Germania | Cronologia completa delle presenze e delle reti in nazionale ― Germania | Cronologia completa delle presenze e delle reti in nazionale ― Germania | Cronologia completa delle presenze e delle reti in nazionale ― Germania | Cronologia completa delle presenze e delle reti in nazionale ― Germania | Cronologia completa delle presenze e delle reti in nazionale ― Germania |
| Data                                                                    | Città                                                                   | In casa                                                                 | Risultato                                                               | Ospiti                                                                  | Competizione                                                            | Reti                                                                    | Note                                                                    |
| ----------------------------------------------------------------------- | ----------------------------------------------------------------------- | ----------------------------------------------------------------------- | ----------------------------------------------------------------------- | ----------------------------------------------------------------------- | ----------------------------------------------------------------------- | ----------------------------------------------------------------------- | ----------------------------------------------------------------------- |
| 12-2-2003                                                               | Palma di Maiorca                                                        | Spagna                                                                  | 3 – 1                                                                   | Germania                                                                | Amichevole                                                              | -                                                                       | 62’                                                                     |
| Totale                                                                  |                                                                         | Presenze                                                                | 1                                                                       |                                                                         | Reti                                                                    | 0                                                                       |                                                                         |